# 트레이스 사이러스
트레이스 사이러스(Trace Cyrus, 1989년 2월 24일 ~ )는 미국의 음악가이다.